# Lethal Weapon
Lethal Weapon (bra: Máquina Mortífera; prt: Arma Mortífera) é um filme americano de 1987, do gênero comédia de ação e policial, dirigido por Richard Donner. Produzido por Joel Silver e com roteiro de Shane Black, o filme é estrelado por Mel Gibson e Danny Glover como detetives do Departamento de Polícia de Los Angeles. Em Lethal Weapon, a dupla de detetives da polícia de Los Angeles incompatíveis - Martin Riggs (Gibson), um ex-Boina Verde que se tornou solitário após a morte de sua esposa, e Roger Murtaugh (Glover), um veterano de 50 anos da força - trabalham em conjunto como parceiros. Gary Busey, Tom Atkins, Darlene Love, e Mitchell Ryan nos papéis de apoio.
O filme arrecadou mais de 120 milhões de dólares de bilheteria, tendo um orçamento de 15 milhões de dólares. Além disso, foi indicado ao Óscar de Melhor Mixagem de Som. Devido ao grande sucesso comercial e de crítica, o filme tornou-se um dos principais trabalhos de Glover e Gibson, dando início a uma bem-sucedida franquia cinematográfica de mais três sequências e uma série televisiva.

## Sinopse
Um detetive famoso por sua ousadia e sangue frio e um pacato e tranquilo policial que está a espera da aposentadoria se juntam em uma missão para desbaratar uma quadrilha internacional de traficantes de drogas composta por ex-militares da guerra do Vietnã, que eram membros da CIA, liderados pelo ex-General Peter MacAllister (Mitchell Ryan)

## Elenco principal
- Mel Gibson .... Martin Riggs
- Danny Glover ....  Roger Murtaugh
- Gary Busey ....  Senhor Joshua
- Mitchell Ryan ....  General Peter McAllister
- Tom Atkins ....  Michael Hunsaker
- Darlene Love ....  Trish Murtaugh
- Jackie Swanson ....  Amanda Hunsaker
- Traci Wolfe ....  Rianne Murtaugh
- Damon Hines ....  Nick Murtaugh
- Ebonie Smith ....  Carrie Murtaugh
- Steve Kahan .... Capitão Murphy
- Mary Ellen Trainor .... Dra. Stephanie Woods
- Ed O'Ross .... Mendez
- Lycia Naff .... Dixie
- Jimmie F. Skaggs .... traficante de drogas #1
- Jason Ronard .... traficante de drogas #2
- Blackie Dammett .... traficante de drogas #3
- Al Leong .... Endo
- Jack Thibeau .... McCaskey
- Grand Bush .... Boyette
- Henry Brown .... policial à paisana
- Bill Pasold .... torturador austríaco
- Gilbert Pasold .... narcotraficante

## Produção

### Artes marciais
Cedric Adams foi o primeiro consultor técnico contratado. "Adams pensou que a melhor maneira possível de mostrar o quão letal Riggs realmente é - é mostrar seu domínio de uma forma de artes marciais nunca antes vista na tela", disse Donner. Donner queria que o estilo de luta de Riggs fosse único com o segundo diretor assistente Willie Simmons, que estava interessado em formas incomuns de artes marciais, escolhendo três estilos de artes marciais. Gibson e Busey foram instruídos na Capoeira por Adams, Jailhouse rock por Dennis Newsome e Jiu-jítsu brasileiro por Rorion Gracie. Bobby Bass, coordenador de acrobacias, ex-instrutor das forças especiais do Exército dos EUA e campeão de judô, também ministrou treinamento em várias técnicas. Em um ponto, os atores treinaram entre as filmagens, durante quatro horas por dia, durante seis semanas e fizeram meses de coreografia.

## Música
Michael Kamen, que acabou de concluir o trabalho em Highlander, compôs a trilha sonora de Lethal Weapon. A parte da guitarra do tema de Riggs foi realizada por Eric Clapton. Kamen e Clapton haviam trabalhado juntos na música da série de TV da BBC de 1985 Edge of Darkness (cuja adaptação nos cinemas seria mais tarde, por coincidência, estrelado por Mel Gibson). A parte do saxofone do tema de Murtaugh foi realizada por David Sanborn. A música natalina "Jingle Bell Rock", interpretada por Bobby Helms, é tocada durante os créditos de abertura do filme. A música "Lethal Weapon" da banda de hard rock Honeymoon Suite é tocada durante os créditos finais do filme sem ser creditada.

## Lançamento
Lançada em 6 de março de 1987, Lethal Weapon ficou em primeiro lugar nas bilheterias por três semanas antes que Blind Date o substituísse. Ele arrecadou US$120,2 milhões em todo o mundo e foi indicado ao Oscar de Melhor Mixagem de Som (Les Fresholtz, Dick Alexander, Vern Poore e Bill Nelson) (perdendo para The Last Emperor). É amplamente considerado um dos melhores filmes policiais de todos os tempos, influenciando vários filmes como Hot Fuzz, Tango & Cash e as séries de filmes Bad Boys e Rush Hour.

## Recepção da crítica
Lethal Weapon tem recepção favorável por parte da crítica especializada. Com tomatometer de 84% em base de 50 críticas, o Rotten Tomatoes publicou um consenso: “A parcela de maior sucesso em uma série de sucesso fenomenal, Lethal Weapon ajudou a redefinir filmes de ação para os anos 1980 e 1990”. Tem 85% de aprovação por parte da audiência, usada para calcular a recepção do público a partir de votos dos usuários do site. Em Metacritic, o filme tem uma pontuação média ponderada de 68 em 100, com base em 23 críticos, indicando "críticas geralmente favoráveis". As audiências consultadas pelo CinemaScore deram ao filme uma nota média de "A" na escala A+ a F.

## Principais prêmios e indicações
Oscar 1988 (EUA)
- Recebeu uma indicação na categoria de melhor som.

NAACP Image Awards 1989 (EUA)
- Venceu nas categorias de melhor ator em cinema (Danny Glover), melhor atriz em cinema (Traci Wolfe) e melhor filme.

## Mídia doméstica
Lethal Weapon foi lançada em VHS e DVD várias vezes, juntamente com um único lançamento em Disco blu-ray. O primeiro DVD foi lançado em 1997 e apresentava a versão para os cinemas do filme. O Director's Cut foi lançado em 2000. Desde então, foram lançados vários conjuntos que contêm todos os quatro filmes da série (apresentando os mesmos DVDs). A versão para os cinemas também foi lançada em Blu-ray em 2006.

### Versões alternativas
Uma abertura e um final alternativos foram filmados e podem ser vistos no DVD Lethal Weapon 4. A abertura alternativa contou com Martin Riggs bebendo sozinho em um bar onde é abordado por dois bandidos que o atacam por seu dinheiro, mas são facilmente subjugados por Riggs. O diretor Richard Donner achou que o filme deveria começar com um olhar mais brilhante para Riggs e substituiu a cena do bar pela cena em que Riggs acorda em seu trailer. O final alternativo apresentava Riggs dizendo a Murtaugh para não se aposentar. Sem nem pensar na possibilidade de sequências, Donner decidiu que o relacionamento de Riggs e Murtaugh é de amizade e filmou o final que aparece no filme completo.
Além do lançamento nos cinemas do filme, uma versão estendida do Director's Cut foi lançada posteriormente em DVD. A versão Director's Cut é mais longa (117 minutos) que a versão original do cinema (110 minutos) e apresenta cenas adicionais. Uma cena prolongada mostra Riggs despachando um sniper de elite que estava atirando contra crianças em um playground. Em outra cena, Riggs pega uma prostituta que anda pelas ruas, mas em vez de fazer sexo com ela, ele a leva para casa para assistir The Three Stooges na TV, ilustrando sua solidão após a morte de sua esposa.

## Versão televisiva
A franquia cinematográfica de ação Lethal Weapon, protagonizada por Mel Gibson e Danny Glover, deve virar série para a TV pelo estúdio Fox, informou o site da revista The Hollywood Reporter.
O projeto terá roteiro de Matt Miller (Forever, Chuck) e na série não estarão envolvidos os produtores da saga cinematográfica. Mas, segundo a Hollywood Reporter, deram sinal verde à adaptação. Uma versão televisiva estreou em setembro de 2016 na Fox, estrelada por Clayne Crawford como Martin Riggs e Damon Wayans como Roger Murtaugh.